# 恩銘
恩銘（穆麟德轉寫：enming；1846年—1907年7月6日），字新甫，于庫里氏，滿洲鑲白旗人，清朝官員，清末主張新政的要角。

## 生平
恩銘於同治十二年（1873年）中舉人。納貲為候選知縣，再捐同知。光緒十一年（1885年），署兗州府知府，以道員補用。二十一年（1895年），改官山西。二十三年（1897年），署河東道。二十六年（1900年），署山西按察使。庚子拳乱后在太原迎駕，補歸綏道。
光绪二十八年（1902年），調直隸口北道。二十九年（1903年），晉江蘇按察使。辦鹽務，杜私販，反对改場垣為公司以及煤煎輪運之议。授江蘇布政使。光绪三十二年（1906年），署安徽巡撫。
任内，恩铭大力推行新政，並大膽採用嚴復等新人。政绩中尤以教育方面最為顯著，例如創立安徽陆军测绘学堂、安徽讲武堂、安徽绿营警察学堂，安徽将校研究所，另外，也導入西式軍事訓練於办马队弁目、炮队弁目、步兵弁目、工辎弁目等。光绪三十三年五月二十六日（1907年7月6日），恩銘在安慶主持巡警學堂畢業典禮時，遭自己的親信同時也是革命黨人徐錫麟行刺。被槍擊後，身遭多創，大量失血，即延請西醫救治，醫生認為非先取出子彈不可。同日未刻，「即告傷重畢命」。此后安徽新政亦遭停頓。事聞，贈太子少保，謚忠愍，在安徽建祠，賞騎都尉兼一云騎尉世職，由子咸麟襲。《清史稿》有传。
安慶起義失敗後，徐錫麟胞弟徐偉供詞牽連出秋瑾，徐錫麟事件發生後約十日，秋瑾在紹興軒亭口被處決。
恩铭是庆亲王奕劻的女婿。

## 延伸阅读
[在维基数据编辑]
 《清史稿·卷469》，出自趙爾巽《清史稿》

## 影視作品
- 2003年中國電視劇《走向共和》，張孟星飾
- 2011年中港合作電影《競雄女俠·秋瑾》 劉兆銘飾